# Morti il 27 aprile
| Questa pagina contiene informazioni ricavate automaticamente dalle voci biografiche con l'ausilio del template Bio e di un bot. L'aggiornamento è periodico e automatico e ricostruisce completamente la pagina. Se manca una persona in questa lista, sei pregato di non aggiungerla, ma accertati piuttosto che la sua voce biografica contenga il template Bio e che i dati anagrafici siano correttamente compilati. Se il template Bio manca, inseriscilo tu stesso o, in alternativa, metti l'avviso {{tmp\|Bio}} che ne segnala la mancanza. Se i dati riportati sono sbagliati, correggi direttamente la voce biografica; le modifiche saranno visibili in questa lista entro pochi giorni. Per chiarimenti vedi il progetto biografie. La lista contiene solo le 507 persone che sono citate nell'enciclopedia e per le quali è stato implementato correttamente il template Bio. Pagina aggiornata al 13 ago 2025. |

## I secolo(1)
- 69 - Sant'Evellio, romano

## V secolo(1)
- 437 - Liberale d'Altino, italiano

## VII secolo(1)
- 630 - Ardashir III, sovrano persiano (n. 621)

## XI secolo(1)
- 1076 - Guglielmo I di Utrecht, vescovo cattolico olandese

## XII secolo(2)
- 1144 - Sigfrido IV di Boyneburg, nobile tedesco
- 1172 - Teodorico II di Kleve, conte

## XIII secolo(3)
- 1270 - Ladislao di Salisburgo, nobile polacco
- 1271 - Isabella di Francia, principessa francese (n. 1242)
- 1278 - Zita di Lucca, santa italiana (n. 1218)

## XIV secolo(5)
- 1304 - Pietro Armengol, religioso spagnolo (n. 1238)
- 1353 - Simeone di Russia, principe russo (n. 1316)
- 1367 - Kenna di Lituania, duchessa lituana
- 1380 - Margherita di Brabante, contessa (n. 1323)
- 1386 - Eleonora Telles de Menezes, regina

## XV secolo(6)
- 1404 - Filippo II di Borgogna, nobile (n. 1342)
- 1434 - Vincentello d'Istria, condottiero italiano (n. 1380)
- 1463 - Antonio Cubello, nobile italiano (n. 1396)
- 1463 - Isidoro di Kiev, cardinale bizantino
- 1483 - Alberto VI di Meclemburgo, duca tedesco (n. 1438)
- 1496 - Giacomo Illirico, religioso dalmata

## XVI secolo(17)
- 1505 - Costantino II di Georgia, sovrano georgiano
- 1511 - Alessandro I di Cachezia, re (n. 1445)
- 1521 - Ferdinando Magellano, esploratore e navigatore portoghese (n. 1480)
- 1522 - Arnold Winkelried, mercenario e generale svizzero
- 1534 - Angelo Macrini, religioso italiano (n. 1476)
- 1536 - Johann Apel, giurista e umanista tedesco (n. 1486)
- 1559 - Gutierre de Vargas y Carvajal, vescovo cattolico, mecenate e architetto spagnolo (n. 1506)
- 1564 - Lelio Ottaviano Guasco, vescovo cattolico italiano (n. 1511)
- 1565 - Osanna di Cattaro, religiosa montenegrina (n. 1493)
- 1568 - Onofrio Panvinio, storico italiano (n. 1530)
- 1568 - Giovanni Michele Saraceni, nobile e cardinale italiano (n. 1498)
- 1580 - Semiz Ahmed Pascià, politico ottomano (n. 1492)
- 1580 - Giovan Battista della Cerva, pittore italiano
- 1584 - Mikołaj Radziwiłł, militare polacco (n. 1512)
- 1592 - Girolamo Muziano, pittore italiano (n. 1532)
- 1597 - Jakob Wujek, gesuita polacco (n. 1541)
- 1599 - Maeda Toshiie, militare giapponese (n. 1538)

## XVII secolo(24)
- 1605 - Girolamo Agucchi, cardinale italiano (n. 1555)
- 1605 - Papa Leone XI, papa, vescovo cattolico e cardinale italiano (n. 1535)
- 1610 - Hirata Masumune, militare giapponese (n. 1566)
- 1614 - Bartolomeo Carteri, compositore italiano
- 1616 - Francesco Barbaro, patriarca cattolico e diplomatico italiano (n. 1546)
- 1616 - Claude Chastillon, architetto, ingegnere e topografo francese (n. 1559)
- 1619 - Paolo Emilio Gonzaga, militare italiano
- 1620 - Benedetto Ala, arcivescovo cattolico italiano
- 1627 - Bernardo Cybo Clavarezza, doge (n. 1560)
- 1635 - Antonio Zapata y Cisneros, cardinale spagnolo (n. 1550)
- 1638 - Giacomo Rho, gesuita italiano (n. 1593)
- 1639 - Marinus Robyn van der Goes, incisore fiammingo
- 1656 - Jan van Goyen, pittore olandese (n. 1596)
- 1656 - Gerard van Honthorst, pittore olandese (n. 1592)
- 1659 - Giulio Cesare Begni, pittore italiano (n. 1579)
- 1670 - Jean Du Breuil, scrittore, saggista e matematico francese (n. 1602)
- 1678 - Nicolas Roland, presbitero francese (n. 1642)
- 1682 - Antoine Dadin de Hauteserre, giurista e storico francese (n. 1602)
- 1684 - Caterina Farnese, religiosa italiana (n. 1637)
- 1687 - Vicente Mut, astronomo, storico e militare spagnolo (n. 1614)
- 1691 - Lorenzo Crasso, nobile, letterato e poeta italiano (n. 1623)
- 1694 - Giovanni Giorgio IV di Sassonia, nobile tedesco (n. 1668)
- 1696 - Simon Foucher, filosofo e abate francese (n. 1644)
- 1698 - Jacopo Chiavistelli, pittore e scenografo italiano (n. 1621)

## XVIII secolo(29)
- 1702 - Jean Bart, ammiraglio e corsaro francese (n. 1650)
- 1706 - Bernardo I di Sassonia-Meiningen, nobile (n. 1649)
- 1710 - Marcello Durazzo, cardinale e arcivescovo cattolico italiano (n. 1633)
- 1717 - Samuel Bellamy, pirata britannico (n. 1689)
- 1739 - Gioacchino Vitagliano, scultore italiano (n. 1669)
- 1741 - Faustino Bocchi, pittore italiano (n. 1659)
- 1744 - James Miller, sceneggiatore, poeta e librettista inglese (n. 1704)
- 1749 - Mechitar di Sebaste, monaco cristiano armeno (n. 1676)
- 1754 - Karoline von Fuchs-Mollard, contessa austriaca (n. 1681)
- 1754 - Costantino Vigilante, vescovo cattolico italiano (n. 1685)
- 1756 - Şehsuvar Sultan, ottomana
- 1762 - Jan Josef Brixi, compositore e organista ceco (n. 1711)
- 1764 - Jaime Casellas, compositore spagnolo (n. 1690)
- 1770 - José Solís Folch de Cardona, spagnolo (n. 1716)
- 1770 - Honoré-Armand de Villars, militare francese (n. 1702)
- 1774 - José María Pignatelli de Aragón y Gonzaga, militare spagnolo (n. 1744)
- 1776 - Simone Buonaccorsi, cardinale italiano (n. 1708)
- 1782 - John Campbell, IV conte di Loudoun, generale britannico (n. 1705)
- 1783 - Giuseppe Pozzobonelli, cardinale italiano (n. 1696)
- 1785 - Massimiliano Leopoldo di Brunswick-Wolfenbüttel, generale prussiano (n. 1752)
- 1785 - Vittorio Giovardi, letterato, giurista e presbitero italiano (n. 1699)
- 1785 - Halil Hamid Pascià, politico ottomano (n. 1736)
- 1789 - Anton Brugmans, fisico olandese (n. 1732)
- 1792 - Jacob Johan Anckarström, militare svedese (n. 1762)
- 1794 - James Bruce, esploratore britannico (n. 1730)
- 1794 - William Jones, linguista, orientalista e magistrato britannico (n. 1746)
- 1797 - Enrico Luigi di Nassau-Saarbrücken, principe tedesco (n. 1768)
- 1799 - Louis-Marie-Joseph Maximilian Caffarelli du Falga, generale francese (n. 1756)
- 1800 - Evstignej Ipat'evič Fomin, compositore russo (n. 1761)

## XIX secolo(62)
- 1802 - Jean Antoine Rossignol, generale francese (n. 1759)
- 1803 - Helfrich Bernhard Wenck, educatore e storico tedesco (n. 1739)
- 1806 - Giambattista Rodio, militare italiano (n. 1779)
- 1809 - Federico Carlo Ferdinando di Braunschweig-Bevern, nobile danese (n. 1729)
- 1813 - Zebulon Pike, militare e esploratore statunitense (n. 1778)
- 1824 - William Kerr, VI marchese di Lothian, nobile scozzese (n. 1763)
- 1825 - Vivant Denon, scrittore, incisore e storico dell'arte francese (n. 1747)
- 1827 - Joaquín Blake, militare spagnolo (n. 1759)
- 1830 - Francesco Maria Benedetto Amat Manca, politico e militare italiano (n. 1757)
- 1830 - Jean-Henri-Ferdinand La Martelière, drammaturgo e scrittore francese (n. 1761)
- 1831 - Carlo Felice di Savoia, sovrano (n. 1765)
- 1833 - Emmerich Joseph von Dalberg, politico, diplomatico e nobile tedesco (n. 1773)
- 1835 - Stefano Arcellazzi, giurista e magistrato italiano (n. 1768)
- 1835 - Albert Gyulay, generale austriaco (n. 1766)
- 1839 - Guillaume André Villoteau, musicologo e etnomusicologo francese (n. 1759)
- 1840 - Blanche Howard, nobildonna britannica (n. 1812)
- 1841 - Felice Baciocchi, politico e generale italiano (n. 1762)
- 1842 - Andrea Michele Dall'Armi, imprenditore e banchiere italiano (n. 1765)
- 1847 - Henry Wellesley, I barone Cowley, nobile, politico e ambasciatore britannico (n. 1773)
- 1848 - Roman Sebastian Zängerle, vescovo cattolico tedesco (n. 1771)
- 1851 - Therese Malfatti, musicista austriaca (n. 1792)
- 1853 - Chikutō Nakabayashi, pittore giapponese (n. 1776)
- 1853 - Guillaume Douarre, missionario e vescovo cattolico francese (n. 1810)
- 1853 - Francesco Pignatelli, VII principe di Strongoli, generale e nobile italiano (n. 1774)
- 1855 - Marie-Victoire Jaquotot, pittrice francese (n. 1772)
- 1856 - Maurice Alhoy, giornalista, scrittore e drammaturgo francese (n. 1802)
- 1856 - Louis Joseph César Ducornet, pittore francese (n. 1806)
- 1857 - Vincenzo Grazioli, I duca di Santa Croce di Magliano, imprenditore, banchiere e nobile italiano (n. 1770)
- 1862 - Giovanni Aldega, compositore italiano (n. 1815)
- 1863 - Teobaldo Ciconi, giornalista, poeta e drammaturgo italiano (n. 1824)
- 1867 - Benjamin Hall, I barone di Llanover, politico e ingegnere britannico (n. 1802)
- 1867 - Kwaku Dua I Panyin, re (n. 1797)
- 1867 - Carlo Poerio, patriota, avvocato e politico italiano (n. 1803)
- 1870 - Amedeo Peyron, filologo classico, orientalista e papirologo italiano (n. 1785)
- 1871 - Paul de Kock, scrittore francese (n. 1793)
- 1871 - Sigismund Thalberg, pianista e compositore austriaco (n. 1812)
- 1873 - William Charles Macready, attore teatrale e impresario teatrale inglese (n. 1793)
- 1874 - Pietro Mongini, tenore italiano (n. 1828)
- 1879 - Stephen Randall Harris, politico statunitense (n. 1802)
- 1880 - Elizaveta Ksaver'evna Branickaja, nobildonna russa (n. 1792)
- 1880 - Joseph Vinoy, generale e politico francese (n. 1803)
- 1881 - Ludwig von Benedek, militare ungherese (n. 1804)
- 1881 - Émile de Girardin, giornalista, editore e commediografo francese (n. 1802)
- 1882 - Ralph Waldo Emerson, filosofo, scrittore e saggista statunitense (n. 1803)
- 1882 - Ferdinand Reich, chimico e fisico tedesco (n. 1799)
- 1883 - Henry Debosnys
- 1886 - Eugène Isabey, pittore e incisore francese (n. 1803)
- 1886 - Henry Hobson Richardson, architetto statunitense (n. 1838)
- 1887 - Alfred von Reumont, diplomatico tedesco (n. 1808)
- 1888 - Alfred Durand-Claye, ingegnere francese (n. 1841)
- 1889 - Domenico Mignanti, vescovo cattolico italiano (n. 1824)
- 1894 - Birdsill Holly, ingegnere meccanico statunitense (n. 1820)
- 1894 - Charles Laval, pittore francese (n. 1862)
- 1894 - Ernest Slingeneyer, pittore belga (n. 1820)
- 1896 - Giovanni Benini, vescovo cattolico italiano (n. 1812)
- 1896 - Marino Fattori, scrittore e politico sammarinese (n. 1832)
- 1896 - Raffaele Garzia, politico italiano (n. 1807)
- 1896 - Giuseppe Grignani, presbitero italiano (n. 1810)
- 1897 - Guglielmo di Baden, principe tedesco (n. 1829)
- 1897 - Amos Ocari, ingegnere e patriota italiano (n. 1823)
- 1898 - Antonio Gaetani Di Laurenzana, nobile e politico italiano (n. 1854)
- 1898 - Salvatore Luigi Zola, vescovo cattolico italiano (n. 1822)

## XX secolo(240)
- 1903 - Leonardo Fea, pittore, zoologo e esploratore italiano (n. 1852)
- 1904 - Luigi Chiala, politico e giornalista italiano (n. 1834)
- 1905 - Jacob Krall, egittologo austriaco (n. 1857)
- 1907 - Rufus Bullock, politico statunitense (n. 1834)
- 1913 - Edward Leach, generale irlandese (n. 1847)
- 1913 - Gabriel von Seidl, architetto tedesco (n. 1848)
- 1914 - Domenico Biondi, medico italiano (n. 1855)
- 1914 - Emanuele Gonzaga, nobile italiano (n. 1858)
- 1915 - Aleksandr Nikolaevič Skrjabin, compositore e pianista russo (n. 1872)
- 1915 - Victor Baptistin Sénès, ammiraglio francese (n. 1857)
- 1916 - Bruno Schmitz, architetto tedesco (n. 1858)
- 1916 - Filippo Vallino, medico e botanico italiano (n. 1847)
- 1917 - Eugenio Arduino, pittore italiano (n. 1846)
- 1917 - Tehaapapa III, regina (n. 1879)
- 1918 - Jacques Duchesne, generale francese (n. 1837)
- 1918 - Giuseppina Raimondi, italiana (n. 1841)
- 1918 - Oskar Troplowitz, imprenditore e farmacologo tedesco (n. 1863)
- 1919 - María Antonia Bandrés y Elósegui, religiosa spagnola (n. 1898)
- 1920 - Shimun XX Paulos, vescovo cristiano orientale siro (n. 1885)
- 1922 - Pietro Bordini, scultore italiano (n. 1853)
- 1926 - Primo Tapia de la Cruz, sindacalista e anarchico messicano (n. 1885)
- 1927 - Alexandre Bigot, ceramista francese (n. 1862)
- 1928 - Ignác Alpár, architetto ungherese (n. 1855)
- 1928 - Luigi Brugnatelli, mineralogista italiano (n. 1859)
- 1928 - Alessandro Guidoni, generale e aviatore italiano (n. 1880)
- 1928 - Konstantin Gutberlet, presbitero, filosofo e teologo tedesco (n. 1837)
- 1929 - Giuseppe Plancher, chimico italiano (n. 1870)
- 1929 - Josef Stenbäck, architetto e ingegnere finlandese (n. 1854)
- 1930 - Yeghishe I Turian, giornalista, poeta e arcivescovo cristiano orientale armeno (n. 1860)
- 1931 - Alberto di Schleswig-Holstein, principe inglese (n. 1869)
- 1931 - Giuseppe Pirastru, poeta italiano (n. 1859)
- 1931 - Carlo Rizzetti, imprenditore e politico italiano (n. 1841)
- 1932 - Hart Crane, poeta statunitense (n. 1899)
- 1932 - Pietro Fea, bibliografo e bibliotecario italiano (n. 1849)
- 1932 - Max Rubner, fisiologo e igienista tedesco (n. 1854)
- 1935 - Alberto Bonzani, militare e politico italiano (n. 1872)
- 1935 - Émile Michelet, velista francese (n. 1867)
- 1936 - Joseph Bowers, criminale statunitense (n. 1897)
- 1936 - Pietro Guerri, scultore e politico italiano (n. 1865)
- 1936 - Karl Pearson, matematico e statistico britannico (n. 1857)
- 1937 - Antonio Gramsci, politico, filosofo e politologo italiano (n. 1891)
- 1937 - Luis Medina Barrón, generale e diplomatico messicano (n. 1871)
- 1937 - Theodoor Hendrik van de Velde, ginecologo olandese (n. 1873)
- 1938 - Edmund Husserl, filosofo e matematico austriaco (n. 1859)
- 1938 - Hugo Schmölz, fotografo tedesco (n. 1879)
- 1938 - Morgan Singer, ammiraglio inglese (n. 1864)
- 1939 - Jacopo Calò Carducci, aviatore e militare italiano (n. 1902)
- 1939 - Pasquale Cinquegrana, paroliere italiano (n. 1850)
- 1939 - Alessandro Miglia, aviatore italiano (n. 1900)
- 1940 - Arrigo Fugassa, scrittore italiano (n. 1896)
- 1940 - Pavel Georgievič Golovin, aviatore sovietico (n. 1909)
- 1940 - Joaquín Mir Trinxet, pittore spagnolo (n. 1873)
- 1940 - František Novák, aviatore e militare cecoslovacco (n. 1902)
- 1941 - Raffaele Mainella, pittore, decoratore e architetto italiano (n. 1856)
- 1941 - Giovanni Palmieri, militare italiano (n. 1922)
- 1942 - Heinrich Burger, pattinatore artistico su ghiaccio tedesco (n. 1881)
- 1942 - Ashton Dearholt, attore e produttore cinematografico statunitense (n. 1894)
- 1942 - Emil von Sauer, pianista e compositore tedesco (n. 1862)
- 1942 - Antonio Zotti, militare e marinaio italiano (n. 1880)
- 1943 - Hans Lang, calciatore tedesco (n. 1899)
- 1943 - Giuseppe Romualdi, avvocato, commediografo e politico italiano (n. 1877)
- 1943 - Edmond Tapissier, pittore, litografo e illustratore francese (n. 1861)
- 1944 - René Oberthür, entomologo francese (n. 1852)
- 1944 - Alberto Segre, antifascista e imprenditore italiano (n. 1899)
- 1945 - Giovanni Carli, partigiano italiano (n. 1910)
- 1945 - Bruno Castiglioni, geografo italiano (n. 1898)
- 1945 - Giacomo Chilesotti, partigiano e antifascista italiano (n. 1912)
- 1945 - Martin Henry Dawson, microbiologo canadese (n. 1896)
- 1945 - Claudio Fogolin, imprenditore, ciclista e pilota automobilistico italiano (n. 1872)
- 1945 - Rosolino Grignani, calciatore e partigiano italiano (n. 1908)
- 1945 - Giovanni Preziosi, politico italiano (n. 1881)
- 1945 - Antonio Turconi, calciatore e partigiano italiano (n. 1921)
- 1945 - Ubaldo degli Uberti, ammiraglio italiano (n. 1881)
- 1946 - Vincenzo Fresia, allenatore di calcio e calciatore italiano (n. 1888)
- 1947 - Heinrich Altherr, pittore svizzero (n. 1878)
- 1948 - Cliff Crowley, hockeista su ghiaccio canadese (n. 1906)
- 1950 - Karel Koželuh, tennista, calciatore e hockeista su ghiaccio cecoslovacco (n. 1895)
- 1950 - Mario Lago, diplomatico italiano (n. 1878)
- 1950 - Ted Ranken, tiratore a segno britannico (n. 1875)
- 1950 - Karl Straube, organista e direttore di coro tedesco (n. 1873)
- 1951 - Frank Buchanan, politico statunitense (n. 1902)
- 1951 - Driekske van Bussel, arciere olandese (n. 1868)
- 1952 - Ferruccio Banissoni, psicologo italiano (n. 1888)
- 1952 - Guido Castelnuovo, matematico e statistico italiano (n. 1865)
- 1952 - Michele Robotti, ciclista su strada italiano (n. 1890)
- 1953 - Maud Gonne, attrice e rivoluzionaria irlandese (n. 1866)
- 1953 - Horst von Restorff, politico tedesco (n. 1880)
- 1954 - Robert Cain, attore statunitense (n. 1886)
- 1954 - Thorvald Ellegaard, pistard danese (n. 1877)
- 1956 - Gustavo Pittaluga, biologo, medico e politico italiano (n. 1876)
- 1956 - Antal Újváry, pallamanista ungherese (n. 1907)
- 1957 - Giovanni Desperati, chimico e falsario italiano (n. 1884)
- 1958 - Michel Rasquin, politico e giornalista lussemburghese (n. 1899)
- 1959 - Gérard Debaets, ciclista su strada, pistard e ciclocrossista belga (n. 1899)
- 1959 - William Fielding Ogburn, sociologo statunitense (n. 1886)
- 1961 - Roy Del Ruth, regista statunitense (n. 1893)
- 1961 - Armando Melis de Villa, architetto e urbanista italiano (n. 1889)
- 1961 - Gustav Ucicky, regista, direttore della fotografia e sceneggiatore austriaco (n. 1898)
- 1962 - H.M. Horkheimer, produttore cinematografico e regista statunitense (n. 1882)
- 1962 - Mario Soldarelli, generale italiano (n. 1886)
- 1963 - Giulio Andrea Marchesini, compositore e militare italiano (n. 1889)
- 1963 - Giacomo Etna, scrittore, giornalista e saggista italiano (n. 1895)
- 1964 - Alan Le May, scrittore e sceneggiatore statunitense (n. 1899)
- 1965 - Ambarcum Ivanovič Bek-Nazarov, regista cinematografico sovietico (n. 1892)
- 1965 - Ferruccio Burco, direttore d'orchestra italiano (n. 1939)
- 1965 - Edward R. Murrow, giornalista statunitense (n. 1908)
- 1965 - Otto Treßler, attore tedesco (n. 1871)
- 1966 - Mario Albertelli, direttore della fotografia italiano (n. 1904)
- 1967 - Harry Bagge, allenatore di calcio e calciatore inglese (n. 1896)
- 1967 - Manolo Morán, attore spagnolo (n. 1905)
- 1968 - Nicola Capasso, vescovo cattolico italiano (n. 1886)
- 1968 - Ivo Pescini, calciatore italiano (n. 1911)
- 1969 - René Barrientos Ortuño, generale e politico boliviano (n. 1919)
- 1969 - Enrico Calzolari, calciatore italiano (n. 1900)
- 1969 - Carlo Ciglieri, generale italiano (n. 1911)
- 1969 - Orazio Costantino, militare italiano (n. 1931)
- 1969 - Gaspar Pinto, calciatore portoghese (n. 1912)
- 1969 - Erkki Kataja, astista finlandese (n. 1924)
- 1969 - Roman Stepanovyč Smal'-Stoc'kyj, filologo e diplomatico ucraino (n. 1893)
- 1970 - Italo Bargagna, politico italiano (n. 1889)
- 1970 - Wilhelm Fahrmbacher, generale tedesco (n. 1888)
- 1970 - Arthur Shields, attore irlandese (n. 1896)
- 1970 - Ilario Tabarri, partigiano e antifascista italiano (n. 1917)
- 1971 - Gustav Holm, calciatore norvegese (n. 1892)
- 1972 - Gabriel Ferrater, poeta spagnolo (n. 1922)
- 1972 - Kwame Nkrumah, rivoluzionario e politico ghanese (n. 1909)
- 1974 - Carlo Ninchi, attore italiano (n. 1896)
- 1974 - Jesse Oldendorf, ammiraglio statunitense (n. 1887)
- 1974 - Vittorio Pisani, illustratore e pittore italiano (n. 1899)
- 1974 - Guido Slataper, militare italiano (n. 1897)
- 1975 - J. C. Daniel, regista, sceneggiatore e produttore cinematografico indiano (n. 1900)
- 1975 - Danilo Montaldi, scrittore, traduttore e saggista italiano (n. 1929)
- 1975 - Sisowath Kossamak, regina cambogiana (n. 1904)
- 1976 - Piero Bottaro, calciatore italiano (n. 1904)
- 1976 - Georgij Samojlovič Isserson, generale sovietico (n. 1899)
- 1976 - Carlos Villarías, attore spagnolo (n. 1892)
- 1977 - Stanley Adams, attore statunitense (n. 1915)
- 1977 - Scott Bradley, compositore, pianista e direttore d'orchestra statunitense (n. 1891)
- 1978 - Ralston Crawford, pittore e fotografo statunitense (n. 1906)
- 1978 - John Doeg, tennista statunitense (n. 1908)
- 1978 - Guido Stampacchia, matematico italiano (n. 1922)
- 1979 - Celal Atik, lottatore turco (n. 1920)
- 1979 - Willibald Schmaus, calciatore austriaco (n. 1912)
- 1979 - Gheorghe Vrănceanu, matematico rumeno (n. 1900)
- 1980 - Angelo Cemmi, notaio e politico italiano (n. 1908)
- 1980 - Antoni Głowacki, militare e aviatore polacco (n. 1910)
- 1980 - Albino Principe, attore, sceneggiatore e regista italiano (n. 1905)
- 1980 - Gabi Rosendoren, calciatore israeliano (n. 1947)
- 1980 - Giacomo Tomasini, calciatore italiano (n. 1906)
- 1981 - Enrico Martino, politico e diplomatico italiano (n. 1907)
- 1982 - Danilo Abbruciati, mafioso italiano (n. 1944)
- 1982 - Johannes Hentschel, operaio tedesco (n. 1908)
- 1982 - Bice Rizzi, storica italiana (n. 1894)
- 1982 - Tom Tully, attore statunitense (n. 1908)
- 1983 - Heinz Buchholz, giurista e letterato tedesco (n. 1906)
- 1983 - Zdzisław Filipkiewicz, cestista polacco (n. 1916)
- 1983 - José Iraragorri, calciatore spagnolo (n. 1912)
- 1983 - Sirio Musso, pittore, illustratore e grafico italiano (n. 1907)
- 1984 - Émile Gagnan, ingegnere francese (n. 1900)
- 1985 - Wilhelm Abel, insegnante tedesco (n. 1904)
- 1985 - Roberto Olivetti, dirigente d'azienda italiano (n. 1928)
- 1985 - Angelo Rozzoni, giornalista italiano (n. 1911)
- 1986 - Josef Allen Hynek, ufologo, astronomo e docente statunitense (n. 1910)
- 1986 - Eduard Imhof, cartografo e docente svizzero (n. 1895)
- 1986 - Lolita, cantante italiana (n. 1950)
- 1986 - Evi Maltagliati, attrice italiana (n. 1908)
- 1987 - Attila Hörbiger, attore austriaco (n. 1896)
- 1987 - Giancarlo Lapi, arbitro di calcio italiano (n. 1937)
- 1989 - Howard Brookner, regista, sceneggiatore e produttore cinematografico statunitense (n. 1954)
- 1989 - Kōnosuke Matsushita, imprenditore giapponese (n. 1894)
- 1989 - Ercole Rocchetti, giurista e politico italiano (n. 1905)
- 1990 - Tita Duran, attrice filippina (n. 1928)
- 1990 - Hal Gensichen, cestista statunitense (n. 1921)
- 1990 - Vladimir Kanygin, sollevatore sovietico (n. 1948)
- 1990 - Ada Natali, politica e antifascista italiana (n. 1898)
- 1990 - Fabrizio Selis, criminale italiano (n. 1954)
- 1990 - Bella Spewack, librettista, sceneggiatrice e commediografa rumena (n. 1899)
- 1990 - Vladimir Stojčev, generale e dirigente sportivo bulgaro (n. 1892)
- 1991 - Joe Urso, cestista e allenatore di pallacanestro statunitense (n. 1916)
- 1992 - Giovanna Galletti, attrice italiana (n. 1916)
- 1992 - Olivier Messiaen, compositore, pianista e organista francese (n. 1908)
- 1992 - Gerard K. O'Neill, fisico statunitense (n. 1927)
- 1992 - Jean Swidzinski, cestista francese (n. 1925)
- 1993 - Patrick Banda, calciatore zambiano (n. 1974)
- 1993 - David Chabala, calciatore zambiano (n. 1960)
- 1993 - Whiteson Changwe, calciatore zambiano (n. 1964)
- 1993 - Moses Chikwalakwala, calciatore zambiano (n. 1969)
- 1993 - Godfrey Chitalu, calciatore e allenatore di calcio zambiano (n. 1947)
- 1993 - Alex Chola, calciatore e allenatore di calcio congolese (Repubblica Democratica del Congo) (n. 1956)
- 1993 - Samuel Chomba, calciatore zambiano (n. 1964)
- 1993 - Gaudenzio Dell'Aja, religioso, storico e saggista italiano (n. 1912)
- 1993 - Godfrey Kangwa, calciatore zambiano
- 1993 - Derby Makinka, calciatore zambiano (n. 1965)
- 1993 - Mauro Marè, poeta italiano (n. 1935)
- 1993 - Moses Masuwa, calciatore zambiano (n. 1971)
- 1993 - Eston Mulenga, calciatore zambiano (n. 1961)
- 1993 - Wisdom Mumba Chansa, calciatore zambiano (n. 1964)
- 1993 - Winter Mumba, calciatore zambiano
- 1993 - Kelvin Mutale, calciatore zambiano (n. 1969)
- 1993 - Richard Mwanza, calciatore zambiano (n. 1959)
- 1993 - Numba Mwila, calciatore zambiano (n. 1972)
- 1993 - Timothy Mwitwa, calciatore zambiano (n. 1968)
- 1993 - Ilie Oană, allenatore di calcio e calciatore rumeno (n. 1918)
- 1993 - Kenan Simambe, calciatore zambiano (n. 1974)
- 1993 - John Soko, calciatore zambiano (n. 1968)
- 1993 - Robert Watiyakeni, calciatore zambiano (n. 1969)
- 1993 - Owen Wells, cestista e allenatore di pallacanestro statunitense (n. 1950)
- 1994 - Lorenzo De Vitto, politico italiano (n. 1925)
- 1994 - Volfango Frankl, architetto italiano (n. 1907)
- 1994 - Lynne Frederick, attrice inglese (n. 1954)
- 1994 - Mario Tortora, medico italiano (n. 1909)
- 1995 - Bjørn Berger, calciatore norvegese (n. 1919)
- 1995 - Silverio Blasi, regista, attore e sceneggiatore italiano (n. 1921)
- 1995 - Katherine DeMille, attrice canadese (n. 1911)
- 1995 - Willem Frederik Hermans, scrittore olandese (n. 1921)
- 1995 - Raphael Rabello, chitarrista e compositore brasiliano (n. 1962)
- 1995 - Angelo Savelli, pittore italiano (n. 1911)
- 1996 - William Colby, agente segreto statunitense (n. 1920)
- 1996 - Gilles Grangier, regista e sceneggiatore francese (n. 1911)
- 1996 - Margaret S. Collins, entomologa statunitense (n. 1922)
- 1997 - Pier Paolo D'Attorre, storico e politico italiano (n. 1951)
- 1997 - Gabriel Figueroa, fotografo messicano (n. 1907)
- 1997 - Paul Lambert, attore statunitense (n. 1922)
- 1997 - Dulce María Loynaz, scrittrice, poetessa e avvocata cubana (n. 1902)
- 1998 - Carlos Castaneda, scrittore peruviano (n. 1925)
- 1998 - Gabriel Ferenčík, calciatore slovacco (n. 1919)
- 1998 - Ralph Alexander Raphael, chimico inglese (n. 1921)
- 1998 - Bruno Rodolfi, calciatore argentino (n. 1915)
- 1998 - Nguyễn Văn Linh, politico vietnamita (n. 1915)
- 1998 - Doak Walker, giocatore di football americano statunitense (n. 1927)
- 1999 - Gunnar Brunvoll, impresario teatrale norvegese (n. 1924)
- 1999 - Al Hirt, trombettista e direttore d'orchestra statunitense (n. 1922)
- 1999 - Pavel Vladimirovič Klušancev, regista cinematografico sovietico (n. 1910)
- 1999 - Rolf Landauer, fisico tedesco (n. 1927)
- 1999 - Maria Stader, soprano ungherese (n. 1911)
- 1999 - Mark Weiser, informatico statunitense (n. 1952)
- 1999 - Ajan Gasanovna Šachmalieva, regista sovietica (n. 1932)
- 2000 - Charles R. Boxer, militare e storico britannico (n. 1904)
- 2000 - Mario De Gaudio, giornalista, scrittore e poeta italiano (n. 1928)
- 2000 - Vicki Sue Robinson, attrice e cantante statunitense (n. 1954)

## XXI secolo(115)
- 2001 - Gastone Manacorda, storico italiano (n. 1916)
- 2001 - Jack Murdock, attore statunitense (n. 1922)
- 2001 - Piero Regnoli, sceneggiatore e regista italiano (n. 1921)
- 2002 - Guila Bustabo, violinista statunitense (n. 1916)
- 2002 - George Alec Effinger, autore di fantascienza statunitense (n. 1947)
- 2002 - Ruth Handler, imprenditrice statunitense (n. 1916)
- 2002 - Arthur Owen, pilota automobilistico britannico (n. 1915)
- 2002 - Joseph Rego-Costa, calciatore statunitense (n. 1919)
- 2002 - Giuliano Ruggieri, geologo e paleontologo italiano (n. 1919)
- 2003 - Bernhard Baier, pallanuotista tedesco (n. 1912)
- 2003 - Tibor Kováč, calciatore slovacco (n. 1919)
- 2003 - Dariusz Marciniak, calciatore polacco (n. 1966)
- 2003 - Dorothee Sölle, teologa e scrittrice tedesca (n. 1929)
- 2004 - Jean-Devaivre, regista e sceneggiatore francese (n. 1912)
- 2004 - Alex Randolph, autore di giochi statunitense (n. 1922)
- 2005 - Otello De Maria, pittore italiano (n. 1909)
- 2006 - Alarico Carrassi, politico italiano (n. 1921)
- 2006 - Gösta Sandberg, calciatore, hockeista su ghiaccio e allenatore di calcio svedese (n. 1932)
- 2007 - Umberto Cerroni, giurista italiano (n. 1926)
- 2007 - Karel Dillen, politico belga (n. 1925)
- 2007 - Bill Forester, giocatore di football americano statunitense (n. 1932)
- 2007 - Kirill Jur'evič Lavrov, attore e regista russo (n. 1925)
- 2007 - Elsa Miranda, cantante, compositrice e attrice portoricana (n. 1922)
- 2007 - Jean Morlet, geofisico francese (n. 1931)
- 2007 - Mstislav Leopol'dovič Rostropovič, violoncellista e direttore d'orchestra russo (n. 1927)
- 2007 - Günter Thorhauer, calciatore tedesco orientale (n. 1931)
- 2008 - Peter Mamakos, attore statunitense (n. 1918)
- 2008 - Nicola Palladino, dirigente sportivo e scacchista italiano (n. 1932)
- 2008 - Michael Ilmari Saaristo, aracnologo e entomologo finlandese (n. 1938)
- 2008 - Eudy Simelane, calciatrice sudafricana (n. 1977)
- 2009 - Ilda Bartoloni, giornalista e scrittrice italiana (n. 1946)
- 2009 - Miroslav Filip, scacchista ceco (n. 1928)
- 2009 - Glen Gondrezick, cestista statunitense (n. 1955)
- 2009 - Tomohiko Ikoma, calciatore giapponese (n. 1932)
- 2009 - Enzo Malepasso, cantante, compositore e produttore discografico italiano (n. 1954)
- 2009 - Frankie Manning, ballerino statunitense (n. 1914)
- 2010 - Franco Cipriani, giurista italiano (n. 1939)
- 2010 - João Morais, calciatore portoghese (n. 1935)
- 2010 - Pierre-Jean Rémy, diplomatico e scrittore francese (n. 1937)
- 2011 - Marian Mercer, attrice e cantante statunitense (n. 1935)
- 2011 - Anita Välkki, soprano finlandese (n. 1926)
- 2012 - František Procházka, hockeista su ghiaccio cecoslovacco (n. 1962)
- 2012 - Remigio Raimondi, psichiatra italiano (n. 1946)
- 2013 - Aída Bortnik, sceneggiatrice, drammaturga e giornalista argentina (n. 1938)
- 2013 - Toni Costa, artista italiano (n. 1935)
- 2013 - Tiziano Della Ratta, militare italiano (n. 1978)
- 2013 - Eeva Ruoppa, fondista finlandese (n. 1932)
- 2014 - Vujadin Boškov, calciatore e allenatore di calcio jugoslavo (n. 1931)
- 2014 - Vito Cusimano, politico italiano (n. 1927)
- 2014 - Antonio Fiamma, politico italiano (n. 1922)
- 2014 - Andréa Parisy, attrice francese (n. 1935)
- 2014 - Marlbert Pradd, cestista statunitense (n. 1944)
- 2014 - Turhan Tezol, cestista turco (n. 1932)
- 2015 - Mirella Bartolotti, politica e storica italiana (n. 1931)
- 2015 - Jean Bengué, cestista e politico centrafricano (n. 1942)
- 2015 - Suzanne Crough, attrice televisiva e doppiatrice statunitense (n. 1963)
- 2015 - Gene Fullmer, pugile statunitense (n. 1931)
- 2015 - Verne Gagne, wrestler e giocatore di football americano statunitense (n. 1926)
- 2015 - Andrew Lesnie, direttore della fotografia australiano (n. 1956)
- 2015 - Alexander Rich, biologo e biofisico statunitense (n. 1924)
- 2015 - Rolf Smedvig, trombettista statunitense (n. 1952)
- 2015 - Chris Turner, allenatore di calcio e calciatore inglese (n. 1951)
- 2016 - Viktor Gavrikov, scacchista svizzero (n. 1957)
- 2017 - Vito Acconci, designer, architetto del paesaggio e performance artist statunitense (n. 1940)
- 2017 - Eduard Brunner, clarinettista svizzero (n. 1939)
- 2017 - Marco Di Marco, pianista italiano (n. 1940)
- 2017 - Luis Dogliotti, calciatore uruguaiano (n. 1937)
- 2017 - Charles Eugster, velocista britannico (n. 1919)
- 2017 - Vinod Khanna, attore, produttore cinematografico e politico indiano (n. 1946)
- 2017 - Lucio Toth, politico italiano (n. 1934)
- 2018 - Álvaro Arzú, politico guatemalteco (n. 1946)
- 2018 - Livio Besso Cordero, politico italiano (n. 1948)
- 2018 - Andrea Esposito, calciatore italiano (n. 1950)
- 2018 - George Mulhall, allenatore di calcio e calciatore scozzese (n. 1936)
- 2019 - Negasso Gidada, politico etiope (n. 1943)
- 2019 - Mariano Mercuri, scenografo italiano (n. 1928)
- 2020 - Eavan Boland, poetessa irlandese (n. 1944)
- 2020 - Marino Cortese, politico italiano (n. 1938)
- 2020 - Radames Costa, politico italiano (n. 1930)
- 2020 - Lynn Harrell, violoncellista statunitense (n. 1944)
- 2020 - Robert Herbin, calciatore e allenatore di calcio francese (n. 1939)
- 2020 - Mark McNamara, cestista statunitense (n. 1959)
- 2020 - Francesco Perrone, mezzofondista e maratoneta italiano (n. 1930)
- 2020 - Michael Robinson, calciatore irlandese (n. 1958)
- 2020 - Barbara Rosiek, scrittrice, poetessa e psicologa polacca (n. 1959)
- 2020 - Dragutin Zelenović, politico serbo (n. 1928)
- 2021 - David Beriáin, conduttore televisivo e giornalista spagnolo (n. 1977)
- 2021 - Nicholas Cheong Jin-suk, cardinale e arcivescovo cattolico sudcoreano (n. 1931)
- 2021 - Roberto Lavorenti, allenatore di pallavolo italiano (n. 1963)
- 2021 - Jos Pelk, cestista e allenatore di pallacanestro olandese (n. 1938)
- 2022 - Carlos Amigo Vallejo, cardinale, arcivescovo cattolico e teologo spagnolo (n. 1934)
- 2022 - David Birney, attore statunitense (n. 1939)
- 2022 - Gilbert Fesselet, calciatore svizzero (n. 1928)
- 2022 - Judy Henske, cantautrice statunitense (n. 1936)
- 2022 - Hado Lyria, traduttrice, pittrice e poetessa spagnola (n. 1940)
- 2022 - Kenneth Tsang, attore hongkonghese (n. 1934)
- 2023 - Riccardo Bruni, insegnante italiano (n. 1956)
- 2023 - Raffaele Colapietra, storico italiano (n. 1931)
- 2023 - Jean-Paul Costa, magistrato francese (n. 1941)
- 2023 - Dick Groat, giocatore di baseball e cestista statunitense (n. 1930)
- 2023 - Wee Willie Harris, cantante, musicista e pianista britannico (n. 1933)
- 2023 - Galina Ričardovna Kastel', astronoma sovietica (n. 1946)
- 2023 - Giovanni Lombardo Radice, attore e sceneggiatore italiano (n. 1954)
- 2023 - Jerry Springer, conduttore televisivo, politico e giornalista britannico (n. 1944)
- 2023 - Wiktor Wysoczański, vescovo vetero-cattolico polacco (n. 1939)
- 2024 - Boudewijn de Geer, calciatore olandese (n. 1955)
- 2024 - Louiselle, cantante italiana (n. 1946)
- 2024 - Francisco Rico, critico letterario e ispanista spagnolo (n. 1942)
- 2024 - C. J. Sansom, scrittore britannico (n. 1952)
- 2025 - Dick Barnett, cestista e allenatore di pallacanestro statunitense (n. 1936)
- 2025 - Jaroslav Bendl, calciatore cecoslovacco (n. 1947)
- 2025 - Giuseppe Cavallotto, vescovo cattolico italiano (n. 1940)
- 2025 - Cora Sue Collins, attrice statunitense (n. 1927)
- 2025 - Ken Hancock, calciatore inglese (n. 1937)
- 2025 - Stan Love, cestista statunitense (n. 1949)